# Mariánna Vardinogiánni
Mariánna Vardinogiánni (en grec moderne : Μαριάννα Βαρδινογιάννη, née Bournáki, Μπουρνάκη), née en 2 juin 1937 à Athènes et morte le 24 juillet 2023, était ambassadrice de bonne volonté de l'Unesco.
Elle est militante pour les droits de l'enfant et de la famille, et contre les abus sexuels envers les enfants via sa Fondation pour l'enfant et la famille.
Elle est présidente de l'Elpida, Association des amis des enfants atteints de cancer.

## Biographie, éducation et famille
Mariánna Vardinogiánni est née à Athènes en 2 juin 1937  et a grandi à Hermione, ville natale de sa mère, Evangelia. Son père était Geórgios Bournákis. Elle a étudié l'économie à l'Université de Denver dans le Colorado après avoir obtenu son diplôme d'un lycée à Athènes. Elle est mariée à Vardís Vardinogiánnis, magnat grec de la navigation, et ils ont cinq enfants.
Elle meurt le 24 juillet 2023.

## Activités internationales et régionales
Mariánna Vardinogiánni a commencé ses activités en tant que membre de diverses organisations, associations et organisations philanthropiques, à partir desquelles elle s'est battue pour la paix internationale et la solidarité mondiale, bien que son objectif principal ait été principalement les problèmes des enfants : santé, éducation, protection sociale et pauvreté, la maltraitance et l'exploitation des enfants.
Elle a développé des relations solides avec plusieurs personnalités internationales, telles que la reine Rania de Jordanie, Suzanne Mubarak, plusieurs réseaux, collaborations et organisations telles que la Global Coalition Women Defending Peace.
En 2013, Mariánna Vardinogiánni a rejoint le conseil d'administration du Centre international Nizami Ganjavi avec Ismail Serageldin, Vaira Vike-Freiberga, Tarja Halonen, Suleyman Demirel, Roza Otunbayeva, l'ambassadeur Walter Fust et Federico Mayor Zaragoza,.

## Hôpital d'oncologie pour enfants Elpida
Le 14 octobre 2010, l'hôpital d'oncologie pour enfants Elpida (Hope), situé à Athènes, a été inauguré et ouvert au public. Elpida, qui est l'objectif à vie de Vardinogiánni, se concentre sur les soins aux enfants atteints de cancer.

## Récompenses et honneurs
- 2006 : chevalière de l'ordre national de la Légion d'honneur (France)[10]. 
  - 2015 : officier de l'ordre national de la Légion d'honneur[11].
- 2015: croix d'Or de l'ordre de Bienfaisance (Grèce)[12]
- 2020 : prix Nelson-Mandela l'Assemblée générale des Nations Unies aux côtés du diplomate guinéen Morissanda Kouyaté[13]